# Макмиллин, Джеймс
Джеймс «Джим» Бердж Макмиллин (англ. James "Jim" Burge McMillin; 8 марта 1914, Сиэтл, Вашингтон — 22 августа 2005, Бремертон, Вашингтон) — американский гребец, выступавший за сборную США по академической гребле в середине 1930-х годов. Чемпион летних Олимпийских игр в Берлине, победитель и призёр многих студенческих регат.

## Биография
Джеймс Макмиллин родился 8 марта 1914 года в Сиэтле, штат Вашингтон.
Начал заниматься академической греблей во время учёбы в Вашингтонском университете в Сиэтле, состоял в местной гребной команде «Вашингтон Хаскис», неоднократно принимал участие в различных студенческих регатах, в частности в восьмёрках выигрывал чемпионат Межуниверситетской гребной ассоциации (IRA).
Наивысшего успеха в гребле на международном уровне добился в сезоне 1936 года, когда вошёл в основной состав американской национальной сборной и благодаря череде удачных выступлений удостоился права защищать честь страны на летних Олимпийских играх в Берлине. В составе распашного экипажа-восьмёрки с рулевым в финале обошёл всех своих соперников, в том числе более чем на полсекунды опередил ближайших преследователей из Италии, и тем самым завоевал золотую олимпийскую медаль.
После окончания университета в течение некоторого времени работал инженером в лаборатории Массачусетского технологического института и одновременно с этим являлся тренером местной гребной команды. Позже перешёл на работу инженером в компанию Boeing. Более 47 лет провёл на острове Бейнбридж.
Умер 22 августа 2005 года в городе Бремертон, штат Вашингтон, в возрасте 90 лет. 